# 特賴恩 (北卡羅萊納州)
特賴恩（英語：Tryon）是一個位於美國北卡羅萊納州波爾克縣的城鎮。

## 人口
根據2020年美國人口普查的數據，特賴恩的面積為5.17平方千米，皆為陸地。當地共有人口1562人，而人口密度為每平方千米302人。